# 圣贝恩哈德-弗劳恩霍芬
圣贝恩哈德-弗劳恩霍芬是奥地利下奥地利州霍恩县的一个市镇。总面积29.47平方公里，总人口1284人，人口密度43.6人/平方公里（2005年）。